# Conceição da Feira
Conceição da Feira este un oraș în unitatea federativă Bahia (BA) din Brazilia.